# ＃ジューダイ
『＃ジューダイ』は、NHK Eテレにて2017年4月6日から2020年3月23日まで放送されていたトーク番組。

## 概要
10代の男女、特に中高生の悩みに徹底的に一緒になって現地ロケに行って解決する。

## 放送時間
2017年度※放送時刻はいずれも日本標準時
- 本放送・毎週木曜日 19時25分〜19時55分
- 再放送・毎週火曜日 0時30分〜1時（月曜深夜）

## 出演者

### 司会
- ヒャダイン
- ぺえ[1]

### ナレーター
- 松田大輔（東京ダイナマイト）[2]

## 放送リスト
| 回 | 放送日 | サブタイトル | ゲスト | 備考 |
| -- | ------ | ------------ | ------ | ---- |

## 関連番組
- オトナへのトビラTV - ヒャダイン司会のトーク番組
- オトナヘノベル - 同上